# 푸리향

푸리 향의 위치

푸리향(한국어: 부리향, 중국어: 富里鄉, 병음: Fùlǐ Xiāng)은 중화민국 화롄 현의 향이다. 넓이는 176.3705km2이고, 인구는 2015년 8월 기준으로 10,693명이다.

## 지리
푸리 향은 화롄 현 남단에 위치하고, 북쪽은 위리 진과 서쪽은 줘시 향과 동쪽은 타이둥 현 둥허 향과 남쪽은 타이둥 현 츠상 향과 각각 접하고 있다.

## 교통
- 타이완 철로관리국 화둥 선